# Wu-Box: The Cream of the Clan
Wu-Box: The Cream of the Clan – kompilacyjny album amerykańskiej grupy hip-hopowej Wu-Tang Clan wydany 28 sierpnia 2007 roku nakładem wytwórni Cleopatra Records. Na albumie znalazły się utwory wielu wykonawców powiązanych z Wu-Tang Clanem jak i samych członków Wu-Tang'u.

## Lista utworów

### Płyta 1
1. Pop Shots
  - Oryginalne wykonanie: Ol' Dirty Bastard
2. Return of the Iron Man
  - Oryginalne wykonanie: Ghostface Killah
3. A Star Is Born
  - Oryginalne wykonanie: Inspectah Deck, Street Life, Ghostface Killah
4. Break What?
  - Oryginalne wykonanie: Gravediggaz
5. Oh! Baby
  - Oryginalne wykonanie: 4th Disciple, Hell Razah
6. Still Strugglin'
  - Oryginalne wykonanie: Raekwon
7. My Black Nina
  - Oryginalne wykonanie: RZA, Freemurda, Sha-Cronz
8. Win Some, Lose Some
  - Oryginalne wykonanie: Rik' Y Waters, Method Man
9. Don't Hate It
  - Oryginalne wykonanie: 4th Disciple, Hell Razah
10. All My Niggas
  - Oryginalne wykonanie: Method Man, Street Life, Sector 5
11. Home of the Brave
  - Oryginalne wykonanie: Gravediggaz
12. The Game of Rock
  - Oryginalne wykonanie: Ghostface Killah, Prodigy, Raekwon
13. Wayz of Life
  - Oryginalne wykonanie: Carlton Fisk, La Banger, Street Life
14. C Us
  - Oryginalne wykonanie: Inspectah Deck
15. Street Education
  - Oryginalne wykonanie: Method Man, Street Life
16. Ghetto Government
  - Oryginalne wykonanie: Sunz of Man

### Płyta 2
1. Nobody Scared
  - Oryginalne wykonanie: Inspectah Deck
2. Six Feet Underground
  - Oryginalne wykonanie: Gravediggaz
3. Elements
  - Oryginalne wykonanie: Sunz of Man
4. Rough Enough
  - Oryginalne wykonanie: Gravediggaz
5. Fast Life
  - Oryginalne wykonanie: Ghostface Killah
6. Luv Don't Leave
  - Oryginalne wykonanie: Chico DeBarge, Carlton Fisk, Inspectah Deck
7. Big Shot Dead
  - Oryginalne wykonanie: Gravediggaz
8. Same Ol' Thugs
  - Oryginalne wykonanie: 4th Disciple, Hell Razah
9. Pop Off
  - Oryginalne wykonanie: Carlton Fisk, La Banger, Method Man
10. A Strong Woman
  - Oryginalne wykonanie: Gravediggaz
11. One Harmony
  - Oryginalne wykonanie: 4th Disciple, Hell Razah
12. Pain 
  - Oryginalne wykonanie: Don Cash, Shyheim, Street Life
13. Live for, Die For
  - Oryginalne wykonanie: Carlton Fisk, DJ Storm, Inspectah Deck
14. Rebel Music
  - Oryginalne wykonanie: 4th Disciple, Hell Razah
15. Shoot on Sight (S.O.S.)
  - Oryginalne wykonanie: Method Man, Street Life